# Welterbe im Königreich der Niederlande
Zum Welterbe im Königreich der Niederlande gehören (Stand 2023) 13 UNESCO-Welterbestätten, darunter zwölf Stätten des Weltkulturerbes und eine Stätte des Weltnaturerbes. Eine der Weltkulturerbestätten befindet sich in der Karibik auf Curaçao. Das Königreich der Niederlande ist der Welterbekonvention 1992 beigetreten, die erste Welterbestätte wurde 1995 in die Welterbeliste aufgenommen. Die bislang letzte Welterbestätte wurde 2023 eingetragen.

## Welterbestätten
Die folgende Tabelle listet die UNESCO-Welterbestätten im Königreich der Niederlande in chronologischer Reihenfolge nach dem Jahr ihrer Aufnahme in die Welterbeliste (K – Kulturerbe, N – Naturerbe, K/N – gemischt, (G) – auf der Liste des gefährdeten Welterbes).
| Bild                                                                                         | Bezeichnung                                                                                  | Jahr       | Typ | Ref. | Beschreibung |
| -------------------------------------------------------------------------------------------- | -------------------------------------------------------------------------------------------- | ---------- | --- | ---- | --- |
| Schokland und seine Umgebung                                                                 | Schokland und seine Umgebung (Lage)                                                          | 1995       | K   | 739  | Die Besiedlung von Schokland symbolisiert den Kampf der Niederlande gegen das Vordringen des Wassers. Es zeigt Spuren menschlicher Besiedlung zurück bis in prähistorische Zeiten. Ursprünglich eine Insel, wurde es immer mehr durch die Zuiderzee erodiert. Schließlich wurde es zum Bestandteil des 1942 trockengelegten Noordoostpolders.                                                        |
| Holländische Wasserverteidigungslinien                                                       | Holländische Wasserverteidigungslinien                                                       | 1996, 2021 | K   | 759  | Die Stelling van Amsterdam genannte Verteidigungslinie von Amsterdam wurde zwischen 1883 und 1920 erbaut und ist ein einzigartiges Beispiel für eine Festung auf dem Prinzip des Wassermanagements. 2021 wurde diese Stätte um die Neue Niederländische Wasserlinie erweitert. Das gesamte Verteidigungssystem besteht nun aus 96 Forts, Deichen, Schleusen, Pumpstationen, Kanälen und Flutpoldern. |
| Mühlenanlagen in Kinderdijk-Elshout                                                          | Mühlenanlagen in Kinderdijk-Elshout                                                          | 1997       | K   | 818  | Das Netzwerk der Mühlen von Kinderdijk schafft eine herausragende Kulturlandschaft die geprägt wird durch die Entwässerung der Flächen und dazu alle typischen Merkmale zeigt, die mit dieser Technologie verbunden sind – Deiche, Sperren, Pumpstationen, Verwaltungsgebäude und eine Reihe von Windmühlen.                                                                                         |
| Historisches Viertel von Willemstad, Innenstadt und Hafen, Curaçao                           | Historisches Viertel von Willemstad, Innenstadt und Hafen, Curaçao (Lage)                    | 1997       | K   | 819  | Von den Niederlanden als Handelsniederlassung auf der Karibikinsel Curaçao im Jahr 1634 gegründet, entwickelte sich Willemstad in den folgenden Jahrhunderten kontinuierlich. Diese Entwicklung ist noch heute sichtbar. |
| Ir.D.F. Woudagemaal (D.F. Wouda Dampfpumpwerk)                                               | Ir.D.F. Woudagemaal (D.F. Wouda Dampfpumpwerk) (Lage)                                        | 1998       | K   | 867  | Das 1920 eröffnete Dampfpumpwerk Wouda bei Lemmer in Friesland bildete über viele Jahre das Modell für weitere Anlagen in aller Welt, wobei sowohl die Technik als auch die Architektur als vorbildlich galt. |
| Droogmakerij de Beemster (Beemster Polder)                                                   | Droogmakerij de Beemster (Beemster Polder) (Lage)                                            | 1999       | K   | 899  | Der aus dem frühen 17. Jahrhundert stammende Beemster Polder ist ein außergewöhnliches Beispiel für die Landgewinnung in den Niederlanden. |
| Rietveld Schröderhuis (Rietveld-Schröder-Haus)                                               | Rietveld Schröderhuis (Rietveld-Schröder-Haus) (Lage)                                        | 2000       | K   | 965  | Das 1924 nach einem Entwurf des Architekten Gerrit Rietveld erbaute Rietveld-Schröder-Haus in Utrecht zählt zu den wichtigsten Bauwerken der De-Stijl-Bewegung. |
| Wattenmeer                                                                                   | Wattenmeer                                                                                   | 2009       | N   | 1314 | Das Wattenmeer ist die größte zusammenhängende System einer Gezeitenzone aus Sand- und Wattflächen in der Welt. Es gilt als eines der wichtigsten Rast- und Ruhegebiete für Zugvögel in der Welt. 2014 wurde das Weltnaturerbe Wattenmeer, das bis dahin nur deutsche und niederländische Gebiete umfasst hat, um große Teile des dänischen Wattenmeers erweitert.                                   |
| Stadtviertel und Kanalsystem aus dem 17. Jahrhundert innerhalb der Singelgracht in Amsterdam | Stadtviertel und Kanalsystem aus dem 17. Jahrhundert innerhalb der Singelgracht in Amsterdam | 2010       | K   | 1349 | Der Amsterdamer Grachtengürtel gilt als beispielhafte Baukunst für das Goldene Zeitalter. Mit seiner dadurch bewirkten Landgewinnung war es ein Modell der Stadtplanung und diente bis zum 19. Jahrhundert auf der ganzen Welt als Referenz. |
| Van-Nelle-Fabrik                                                                             | Van-Nelle-Fabrik (Lage)                                                                      | 2014       | K   | 1441 | Die um 1920 erbaute Van-Nelle-Fabrik in Rotterdam verkörpert eine neue Art von Fabrik, ein Symbol der Moderne und des Funktionalismus, erbaut im internationalen Stil. |
| Kolonien der Barmherzigkeit                                                                  | Kolonien der Barmherzigkeit (Lage)                                                           | 2021       | K   | 1555 | Die Maatschappij van Weldadigheid (Gesellschaft der Wohltätigkeit) verpachtete Land an Arme. Diese lebten in eigens gebauten Kolonien. Die Welterbestätte umfasst die Siedlungen Frederiksoord, Wilhelminaoord und Veenhuizen sowie Wortel in Belgien. |
| Castellum Fectio                                                                             | Grenzen des Römischen Reiches – Niedergermanischer Limes (Lage)                              | 2021       | K   | 1631 | Zusammen mit Deutschland sind die Niederlande Teil des Kulturerbes Grenzen des Römischen Reiches – Niedergermanischer Limes. In den Niederlanden gehören 26 archäologische Stätten entlang des Rheins zwischen Berg en Dal und Katwijk dazu. |
| Eisinga Planetarium in Franeker                                                              | Eisinga Planetarium in Franeker (Lage)                                                       | 2023       | K   | 1683 | Das Eisinga Planetarium ist das älteste funktionsfähige Modell des Sonnensystems. Es wurde von 1774 bis 1781 von Eise Eisinga in Franeker gebaut. Das Modell befindet sich an der Decke eines Zimmers und wird von einer Pendeluhr gesteuert und von zusätzlichen Gewichtszügen angetrieben. Die Planeten bewegen sich in Echtzeit an langen Fäden, die von der Decke hängen.                        |

## Tentativliste
In der Tentativliste sind die Stätten eingetragen, die für eine Nominierung zur Aufnahme in die Welterbeliste vorgesehen sind.

### Aktuelle Welterbekandidaten
Mit Stand 2023 sind zwei Stätten in der Tentativliste des Königreichs der Niederlande eingetragen, die letzte Eintragung erfolgte 2018.
Die folgende Tabelle listet die Stätten in chronologischer Reihenfolge nach dem Jahr ihrer Aufnahme in die Tentativliste.
| Bild                      | Bezeichnung               | Jahr | Typ | Ref. | Beschreibung |
| ------------------------- | ------------------------- | ---- | --- | ---- | --- |
| Bonaire Marine Park       | Bonaire Marine Park       | 2011 | N   | 5627 | Im Jahre 1971 wurde der Bonaire Marine Park vor der Küste der Karibikinsel Bonaire gegründet mit dem Ziel, die Unterwasserwelt der Gegend zu schützen. 1997 erklärte ihn die Regierung offiziell zum Naturschutzgebiet. Der Marinepark umgibt die gesamte Insel. Die intakten Riffe und das klare Wasser ziehen jedes Jahr etwa 50.000 Touristen zum Tauchen und Schnorcheln an. |
| Plantagen in West-Curaçao | Plantagen in West-Curaçao | 2011 | K   | 5632 | umfasst die Plantagen Ascencion, San Juan, Savonet und Knip als Beispiele für Sklavenplantagen des 17. bis zum frühen 20. Jahrhundert. |

### Ehemalige Welterbekandidaten
Diese Stätten standen früher auf der Tentativliste, wurden jedoch wieder zurückgezogen oder von der UNESCO abgelehnt. Stätten, die in anderen Einträgen auf der Tentativliste enthalten oder Bestandteile von Welterbestätten sind, werden hier nicht berücksichtigt.
| Bild                                     | Bezeichnung                                  | Jahr      | Typ | Ref. | Beschreibung |
| ---------------------------------------- | -------------------------------------------- | --------- | --- | ---- | --- |
| Middag und Humsterland                   | Middag und Humsterland                       | 1995–2011 | K   | 461  | die Kulturlandschaften Middag und Humsterland mit einer relativ hohen Dichte von Terpen (Warften) |
| De Gouw and de Groetpolder               | De Gouw and de Groetpolder                   | 1995–2011 | K   | 463  | Gegend in Nordholland mit hoher Dichte jungsteinzeitlicher Schnurkeramik-Siedlungen |
| Swifterbant-Visvijverbos/Noordertocht    | Swifterbant-Visvijverbos/Noordertocht (Lage) | 1995–2011 | K   | 465  | Gegend in Flevoland mit hoher Siedlungsdichte der frühjungsteinzeitlichen Swifterbant-Kultur |
| Alblasserward-Oost                       | Alblasserward-Oost (Lage)                    | 1995–2011 | K   | 466  | östlicher Bereich der Landschaft Alblasserward mit etwa 50–60 Donken. |
| Noordoostpolder                          | Noordoostpolder (Lage)                       | 1995–2011 | K   | 478  | Als Erweiterung der bestehenden Welterbestätte Polderlandschaft Schokland (Ref. 739) vorgeschlagen |
| Insel Saba                               | Insel Saba (Lage)                            | 2011–2019 | K/N | 5628 | Saba ist die kleinste bewohnte Insel der Niederländischen Karibik. |
| Sanatorium Zonnestraal                   | Sanatorium Zonnestraal                       | 2011–2019 | K   | 5633 | Das 1926 von Johannes Duiker entworfene Sanatorium Zonnestraal (Sonnenstrahl) in Hilversum war eine Klinik zur Nachsorge der Tuberkulose für Diamantenschleifer, bestehend aus Hauptgebäude mit Verwaltung, Küche, Speise- und Behandlungsräumen und zwei axialsymmetrisch angeordneten Pavillonpaaren mit den Patientenzimmern. Das Meisterwerk des Architekten zeigt strukturelle Merkmale des von Le Corbusier entwickelten „Domino-Systems“. |
| Teylers                                  | Teylers                                      | 2011–2019 | K   | 5634 | Teylers ist ein 1778 in Haarlem gegründetes Museum für Natur- und Technikgeschichte. |
| Kolonien der Weldadigheid (Armenkolonie) | Kolonien der Weldadigheid (Armenkolonie)     | 2011–2021 | K   | 5636 | Die Orte Ommerschans und Willemsoord wurden 2021 aus dem Vorschlag gestrichen und sind somit nicht Teil des Welterbes Kolonien der Barmherzigkeit |